# The Mysteries of Harris Burdick
The Mysteries of Harris Burdick is een prentenboek van de Amerikaanse schrijver Chris Van Allsburg, gepubliceerd in 1984.
Het boek bestaat uit 14 schijnbaar ongerelateerde, zeer gedetailleerd getekende illustraties, elk voorzien van een titel en een onderschrift. Het idee achter de afbeeldingen is dat de lezer zelf een verhaal bij deze illustraties bedenkt. 

## Inhoud
Vanwege de opzet van het boek is er niet echt een verhaal in aanwezig. Alleen de fictieve oorsprong van de afbeeldingen wordt kort toegelicht:
Het verhaal achter de illustraties is dat ze afkomstig zouden zijn van een nog onbekende schrijver en tekenaar genaamd Harris Burdick. Op een dag biedt hij een uitgeverij de tekeningen aan, met de mededeling dat hij het manuscript met de bijbehorende verhalen zal overhandigen als de uitgever zijn boek wil publiceren. Nadien wordt er echter niets meer van Burdick vernomen, en de uitgever blijft met enkel de illustraties zitten.

## Titels
De titels van de 14 afbeeldingen zijn:
- Archie Smith, Boy Wonder
- Uninvited Guest
- The House on Maple Street
- Under the Rug
- A Strange Day in July
- Another Time, Another Place
- The Harp
- Mr. Lindens Library
- The Seven Chairs
- The 3rd Floor Bedroom
- Just Desert
- Captain Tory
- Oscar and Alphonse
- Missing in Venice

## Invloed
De illustratie "Another Place, Another Time", die ook als kaftillustratie voor het boek dient, is mogelijk gebaseerd op een foto gemaakt door Erich Lessing. De foto, die voor het eerst werd gepubliceerd in National Geographic Magazine in juni 1959, toont een groep kinderen in Duitsland, die met een zelfgemaakte zeilwagen de spoorbaan tussen het vasteland en de Halligen oversteekt.

## Inspiratie
Veel bekende schrijvers hebben zich door de tekeningen uit The Mysteries of Harris Burdick laten inspireren. Zo schreef Stephen King een kort verhaal gebaseerd op de illustratie "The House on Maple Street". Dit verhaal is terug te vinden in Kings verhalenbundel  Nightmares & Dreamscapes. Ook Louis Sachar, Sherman Alexie en Walter Dean Myers hebben verhalen geschreven gebaseerd op de illustraties. Veertien van deze verhalen werden in 2011 gezamenlijk uitgegeven in het boek The Chronicles of Harris Burdick.